# Hohenloh
Hohenloh ist ein neu entstandener Ortsteil im Nordosten Detmolds ca. 1,5 km vom historischen Stadtkern entfernt. Nach dem Abzug der Britischen Rheinarmee 1995 wurde das Gelände des von den Briten genutzten Flugplatzes Detmold einer zivilen Nutzung zugeführt.
Das Gelände des einstigen Fliegerhorstes, von den Briten Hobart Barracks genannt, umfasst etwa 109 Hektar. Darauf befand sich ein ca. 49 Hektar großes Flugfeld und der früheren Nutzung entsprechend Mannschafts- und Offiziersunterkünfte, Verwaltungsgebäude, Flugzeughangars, Werkstätten und Sozialgebäude.
Nach dem Abzug der britischen Einheiten war es nötig, eine Infrastruktur für den neuen Stadtteil aufzubauen. So wurden neue Straßen gebaut, die es möglich machen, direkt von Herberhausen in die Innenstadt zu kommen, ohne das Gebiet umfahren zu müssen. Des Weiteren wurden neue Busverbindungen geschaffen.
Um die Fläche und die zum Teil unter Denkmalschutz stehenden Gebäude der Anlage zu nutzen, wurde eine Vielzahl von neuen Projekten in Angriff genommen. Mehrere ortsansässige Unternehmen (Schomburg, WDP und Kiesow) ließen sich dort nieder. Auch entstanden verschiedene Einkaufsmöglichkeiten in den Bereichen Bau und Garten sowie Möbel- und Wohnungseinrichtung. Ein Lebensmittelmarkt hat sich ebenfalls dort angesiedelt.
Neben der gewerblichen Nutzung wurde dort in einem der riesigen ehemaligen Hangars auch das Art Kite Museum errichtet – das jedoch im Jahr 2005 wieder geschlossen wurde. Des Weiteren befindet sich auf dem ehemaligen Fliegerhorst ein Depot des Westfälischen Freilichtmuseums Detmold.
Auf dem Gelände befinden sich zahlreiche Schulen, sowie ein Zentrum für Gemeindepsychiatrie, welches für die psychiatrischen Grundversorgung des Kreises Lippe zuständig ist.
Es werden Grundstücke für die Errichtung von Einfamilienhäusern angeboten.
Außerdem soll in Hohenloh eine Solarsiedlung im Rahmen des Programms 50 Solarsiedlungen in Nordrhein-Westfalen entstehen.

## Veranstaltungen
Bis 2004 wurde auf dem Flugfeld jedes Jahr im Sommer eine Ballon-Nacht durchgeführt.
Der Hangar 24b wurde bis 2004 für diverse Events, wie z. B. Abiparties und Geburtstagsfeiern benutzt. Seitdem ist dort eine Art wöchentlicher Floh- und Trödelmarkt entstanden, der mittlerweile jeden Mittwoch und Samstag in der Zeit von 10 bis 18 Uhr bzw. 7 bis 15 Uhr stattfindet und auch die Außenanlage mit einschließt.
Jeden Mittwoch, Sonn- und Feiertag von 10:00 – 18:00 Uhr findet ein Inlineskatertreffen in der 3500 m² großen Halle statt.
In den letzten Jahren fand als Abschluss des Sommers im Hangar auch immer wieder eine „überdachte“ Kirmes statt.